# Husavka, Mena
Husavka (în ucraineană Гусавка) este un sat în comuna Loknîste din raionul Mena, regiunea Cernihiv, Ucraina.

## Demografie
Componența lingvistică a localității Husavka
     Ucraineană (97,72%)
     Rusă (2,12%)
Conform recensământului din 2001, majoritatea populației localității Husavka era vorbitoare de ucraineană (97,72%), existând în minoritate și vorbitori de rusă (2,12%).